# Condado de Vernon (Misuri)
El condado de Vernon (en inglés: Vernon County), fundado en 1855, es uno de 114 condados del estado estadounidense de Misuri. En el año 2000, el condado tenía una población de 20,454 habitantes y una densidad poblacional de 9 personas por km². La sede del condado es Nevada. El condado recibe su nombre en honor al coronel George Vernon (1786-1867), un senador local y veterano de la Batalla de Nueva Orleans.

## Geografía
Según la Oficina del Censo, el condado tiene un área total de 2168 km² (837,1 mi²), de la cual 2160 km² (834 mi²) es tierra y 8 km² (3,1 mi²) (0.37%) es agua.

### Condados adyacentes
- Condado de Bates (norte)
- Condado de St. Clair (noreste)
- Condado de Cedar (este)
- Condado de Barton (sur)
- Condado de Crawford (Kansas) (suroeste)
- Condado de Bourbon (Kansas) (oeste)
- Condado de Linn (Kansas) (noroeste)

## Demografía
Según la Oficina del Censo en 2000, los ingresos medios por hogar en el condado eran de $29,166, y los ingresos medios por familia eran $34,727. Los hombres tenían unos ingresos medios de $26,241 frente a los $17,232 para las mujeres. La renta per cápita para el condado era de $16,852. Alrededor del 21.90% de la población estaban por debajo del umbral de pobreza.

## Transporte

### Carreteras principales
- Interestatal 49
- U.S. Route 54
- U.S. Route 71
- Ruta 43

## Localidades
| - Bronaugh - Deerfield - Harwood | - Horton - Metz - Milo | - Moundville - Nevada - Richards | - Schell City - Sheldon - Stotesbury | - Walker |